# 1387年
| 千纪： | 2千纪 |
| 世纪： | 13世纪 \| 14世纪 \| 15世纪                                                                                 |
| 年代： | 1350年代 \| 1360年代 \| 1370年代 \| 1380年代 \| 1390年代 \| 1400年代 \| 1410年代                           |
| 年份： | 1382年 \| 1383年 \| 1384年 \| 1385年 \| 1386年 \| 1387年 \| 1388年 \| 1389年 \| 1390年 \| 1391年 \| 1392年 |
| 纪年： | 丁卯年（兔年）；明洪武二十年；北元天元九年；越南昌符十一年；日本南朝元中四年，北朝至德四年，嘉慶元年       |

## 大事记
- 明太祖第五次北伐，朱元璋命馮勝、傅友德與藍玉率領20萬明軍北上征討佔據松花江以北地區的北元太尉納哈出，並把遼東納入明朝勢力範圍，後來成為奴兒幹都司的一部分，又稱金山之戰。
- 明太祖遣使真腊，赐其王镀金银印。
- 奧斯曼帝國占領塞薩洛尼基直到1402年。
- 波蘭併吞加利西亞。
- 立陶宛大公國併吞斯摩棱斯克公國。
- 立陶宛的基督化，成為歐洲最後一批基督教化的地方。
- 丹麥國王與挪威國王奧拉夫二世·哈康松去世，太后瑪格麗特一世使丹麥議會選舉她為攝政者。
- 皇家匈牙利前任國王拉約什一世擊敗那不勒斯國王卡洛三世 的兒子拉迪斯勞的貴族們而復位，並把丈夫盧森堡家族的西吉斯蒙德立為共治國王。

## 出生
- 9月16日——亨利五世，英格蘭蘭開斯特王朝國王。（1422年去世，35岁）

## 逝世
- 8月23日——奧拉夫二世·哈康松，丹麥國王與挪威國王。